# Astragalus suffruticosus
Astragalus suffruticosus är en ärtväxtart som beskrevs av Dc. Astragalus suffruticosus ingår i släktet vedlar, och familjen ärtväxter. Inga underarter finns listade i Catalogue of Life.